# ホメーロス風讃歌
ホメーロス風讃歌（ホメーロスふうさんか、古代ギリシア語: Ὁμηρικοὶ ὕμνοι, 英語: Homeric Hymns）は、古代ギリシアに作られた作者不詳の33篇の讃歌集である。ホメーロス讃歌、ホメロス風讃歌とも呼ばれる。

## 概要
讃歌集が「ホメーロス風」と呼ばれるのは、ホメーロス作の『イーリアス』『オデュッセイア』と同じヘクサメトロスと呼ばれる韻律ならびにイオニア方言が使われているという意味である。古代人の中には、たとえばトゥーキュディデース（『戦史』iii.104）のように、作者はホメーロスだと思っていた人もいて、この名前で定着した。
『ホメーロス風讃歌』の中の最も古いものは紀元前7世紀、ヘーシオドスよりやや後の時代に書かれた。ホメーロスの叙事詩が書き留められたのもこの頃だと通常考えられている。『ホメーロス風讃歌』の古いものは、ギリシア文学の中でも最古のものに位置づけられるものの、ほとんどのものは、6世紀または7世紀に、おそらく2、3人のヘレニズム時代人の手によってまとめられたものである。『アレースへの讃歌』に関しては、後世のペイガニズムの作家が、元々の『アレースへの讃歌』が消失したと知って、その代わりに書いたものであろう。一方、『アポローンへの讃歌』は、古代の記録では、ホメーリダイ（Homeridae）の1人、キオスのキュナイトス（Κιναιθος）の作とされていて、紀元前522年にポリュクラテースが催した、デロス島およびデルポイのアポローンを讃える二重の祭で歌うために作られたものと考えられている。
『ホメーロス風讃歌』に収められた讃歌の長さはまちまちである。長いものは祈り、讃美、物語から構成されていて、500行を上回るものも中にはある。一方、短いものはわずか3、4行しかなく、物語の部分が失われている。もしかしたら、祈りと導入部分だけが必要で、物語は省略したのかも知れない。現存する東ローマ帝国の写本には、それらとはまた違う讃歌もある。1777年にモスクワで偶然見つかった15世紀の写本には、この本にしかない不完全な2つの讃歌『ディオニューソスへの讃歌』と『デーメーテールへの讃歌』が復活して収められている。
33篇の讃歌のほとんどがギリシア神話の主要な神々を讃美したものである。短い讃歌はプロのラプソドスが祭で叙事詩を朗唱する時の前口上として使ったものかも知れない。ラプソドスはしばしば、今から次の歌に続きますと結んでいた。34篇めの讃歌『主人のために』は讃歌ではないが、  主人の手厚いもてなしは神々に命じられた聖なる義務ということや、これがプロのラプソドスから生まれたということを暗示している。

## 構成
『ホメーロス風讃歌』に収録されている33篇の讃歌は以下の通り。
| - ディオニューソス讃歌（断片） - デーメーテール讃歌（495行） - アポローン讃歌（546行） - ヘルメース讃歌（580行） - アプロディーテー讃歌（293行） - アプロディーテー讃歌（21行） - ディオニューソス讃歌（59行） - アレース讃歌（17行） - アルテミス讃歌（9行） - アプロディーテー讃歌（6行） - アテーナー讃歌（5行） - ヘーラー讃歌（5行） - デーメーテール讃歌（3行） - 神々の母（キュベレー、あるいはレアー）の讃歌（6行） - ヘーラクレース讃歌（9行） - アスクレーピオス讃歌（5行） - ディオスクーロイ（カストールとポリュデウケース）讃歌（5行） | - ヘルメース讃歌（12行） - パーン讃歌（49行） - ヘーパイストス讃歌（8行） - アポローン讃歌（5行） - ポセイドーン讃歌（7行） - ゼウス讃歌（4行） - ヘスティアー讃歌（5行） - ムーサイ讃歌（7行） - ディオニュソース讃歌（13行） - アルテミス讃歌（22行） - アテーナー讃歌（18行） - ヘスティアー讃歌（14行） - ガイア讃歌（19行） - ヘーリオス讃歌（19行） - セレーネー讃歌（20行） - ディオスクーロイ讃歌（19行） |  |

## 読書案内
- 『ホメロスの讃歌集』 小川政恭訳 生活社（1948年）
- 『四つのギリシャ神話-ホメーロス讃歌』  逸身喜一郎・片山英男訳 岩波文庫（1985年） ISBN 978-4003210260
- 『ホメーロスの諸神讃歌』 沓掛良彦訳 平凡社（1990年）、ちくま学芸文庫（2004年） ISBN 978-4480088697